# لئوناردو دی ماتوس کروز
لئوناردو دی ماتوس کروز (به پرتغالی: Leonardo de Matos Cruz) مدافع اهل برزیل است که در شهر نیتروی و در تاریخ ۲ آوریل ۱۹۸۶ به دنیا آمده‌است.
لئوناردو دی ماتوس کروز در تیم‌های فوتبال باشگاه فوتبال المپیک مارسی سابقهٔ حضور دارد.